# 排卵测定器
排卵测定器是一種女性家用设备，用于找出女性的排卵时间，帮助提高受孕机会。也有一些产品声称能够用于避孕。通常这类的家用仪器可以通过分析尿液中的激素水平，测量基础体温，观察唾液和阴道分泌液的变化，或以上方法的组合等，来找出女性月经周期中能够受孕的时间。